# Шепетово (город)
Шепетово (пол. Szepietowo)  —  город  в Польше, входит в Подляское воеводство,  Высокомазовецкий повят.  Имеет статус городско-сельской гмины. Занимает площадь 1,96 км². Население — 2311 человек. Статус города получил в 2010 году.